# Eishi

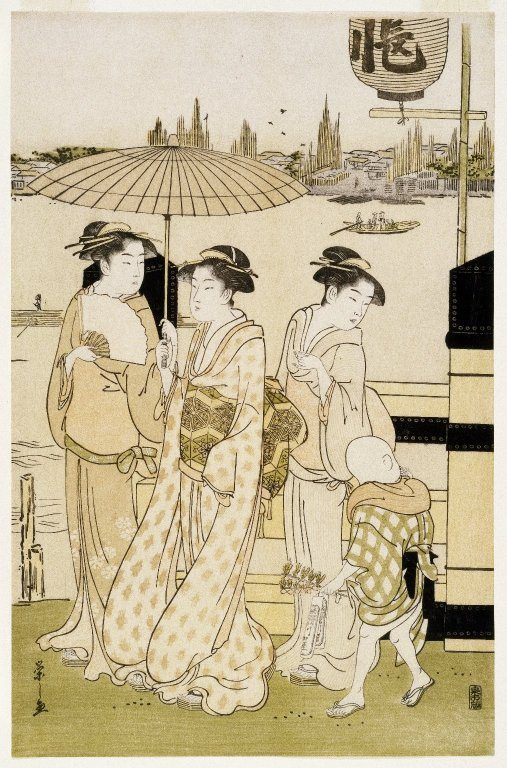
Três Mulheres e um Garoto à Beira do Rio Sumida, xilogravura colorida, c. 1785–1792.

Chōbunsai Eishi (鳥文斎 栄之, 1756–1829) foi um artista japonês de ukiyo-e. Nascido numa família de samurais integrante do clã Fujiwara, Eishi deixou de servir ao Shogun Ieharu para desenvolver arte. Seus primeiros trabalhos eram gravuras mais comumente em estilo bijin-ga, retratos de belas mulheres em estilo semelhante ao de Kiyonaga e Utamaro. Eishi foi um prolífico pintor, tendo abandonado a xilogravura em 1801 para se dedicar à pintura.